# Mickaël Tavares
Mickaël Zidro Tavares (Villeneuve-Saint-Georges, Francia, 25 de octubre de 1982) es un futbolista senegalés nacido en Francia. Se desempeña como centrocampista y actualmente juega en el Central Coast Mariners Football Club de la A-League de Australia.

## Selección nacional
Ha sido internacional con la Selección de fútbol de Senegal, ha jugado 8 partidos internacionales.

## Clubes
| Club             | País            | Año         |
| ---------------- | --------------- | ----------- |
| US Créteil       | Francia         | 1999 - 2000 |
| FC Alverca       | Portugal        | 2000 - 2002 |
| SC Abbeville     | Francia         | 2002 - 2003 |
| FC Nantes        | Francia         | 2003 - 2005 |
| Tours FC         | Francia         | 2005 - 2007 |
| Slavia Praga     | República Checa | 2007 - 2009 |
| Hamburgo SV      | Alemania        | 2009 - 2010 |
| 1. FC Nürnberg   | Alemania        | 2010        |
| Middlesbrough FC | Inglaterra      | 2010 - 2011 |
| Hamburgo SV      | Alemania        | 2011 -      |